# 수리남의 대통령
수리남 공화국의 대통령(네덜란드어: President van de Republiek Suriname)은 수리남의 국가원수이다. 수리남의 대통령은 1987년 헌법에 따라 국가원수와 행정수반, 수리남군의 총사령관이며, 내각을 임명 할 수 있다. 대통령 임기는 5년이며, 대통령 대수는 임기가 중간에 끊긴 후 다시 집권해도 처음 대수를 유지한다.
현재 대통령은 2020년 7월 16일에 취임한 찬 산토키이다. 정당은 진보개혁당 소속이다.

## 역대 대통령 목록
| 대  | 사진 | 이름 (출생일-사망일)             | 임기             | 임기             | 정당          | 비고              |
| --- | ---- | -------------------------------- | ---------------- | ---------------- | ------------- | ----------------- |
| 1   |      | 요한 페리르 (1910-2010)          | 1975년 11월 25일 | 1980년 8월 13일  | 수리남 국민당 | 쿠데타로인한 사임 |
| 2   |      | 헨크 친아센 (1934-1999)          | 1980년 8월 15일  | 1982년 2월 4일   | 민족공화당    | 사임              |
| 3   |      | 프레드 람다트 미시어 (1926-2004) | 1982년 2월 8일   | 1988년 1월 25일  | 무소속        |                   |
| 4   |      | 람세왁 샹카르 (1937- )           | 1988년 1월 25일  | 1990년 12월 24일 | 진보개혁당    | 쿠데타로인한 사임 |
| 5   |      | 요한 크라그 (1913-1996)          | 1990년 12월 29일 | 1991년 9월 16일  | 수리남 국민당 |                   |
| 6   |      | 로날트 페네티안 (1936- )         | 1991년 9월 16일  | 1996년 9월 15일  | 수리남 국민당 |                   |
| 7   |      | 윌러스 베이던보스 (1942-2025)    | 1996년 9월 15일  | 2000년 8월 12일  | 국민민주당    |                   |
| (6) |      | 로날트 페네티안 (1936- )         | 2000년 8월 12일  | 2010년 8월 12일  | 수리남 국민당 |                   |
| 8   |      | 데시 바우테르서 (1945-2024)      | 2010년 8월 12일  | 2020년 7월 16일  | 국민민주당    |                   |
| 9   |      | 찬 산토키 (1959- )               | 2020년 7월 16일  | 현재             | 진보개혁당    |                   |

## 같이 보기
- 수리남의 부통령